# 阿日维尔
阿日维尔（法語：Ageville，法語發音：[aʒvil]）是法国上马恩省的一个市镇，属于肖蒙区。

## 地理
阿日维尔（48°6'36"N, 5°21'20"E）面积19.55 平方千米，位于法国大東部大區上马恩省，该省份为法国东北部内陆省份，北起马恩省和默兹省，西接奥布省，西南接科多尔省，东南接上索恩省，东临孚日省。
与阿日维尔接壤的市镇（或旧市镇、城区）包括：埃斯努沃、罗尼翁河畔朗克、梅努沃、米利埃、比耶勒。

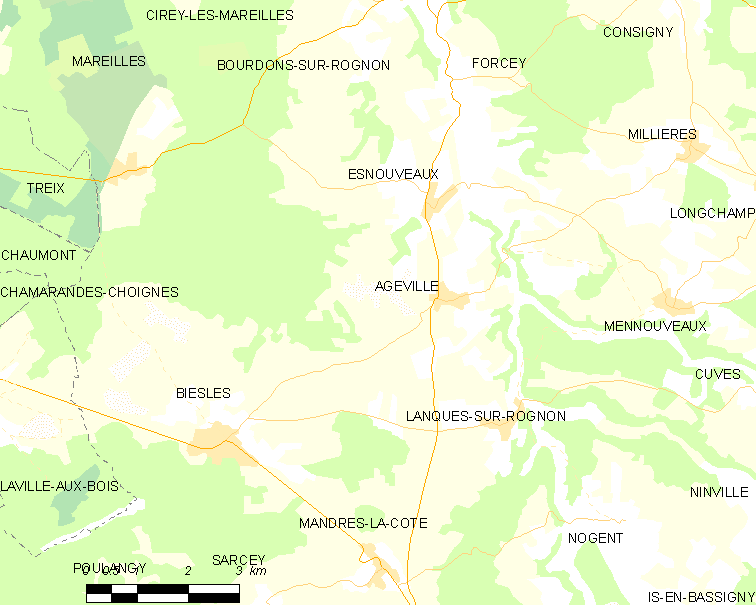
阿日维尔的OSM定位图

阿日维尔的时区为UTC+01:00、UTC+02:00（夏令时）。

## 行政
阿日维尔的邮政编码为52340，INSEE市镇编码为52001。

## 政治
阿日维尔所属的省级选区为诺让县。

## 人口

1962-2008年间阿日维尔人口变化图示

阿日维尔于2022年1月1日时的人口数量为302人。